# مقاطعة زهك
مقاطعة زهك (بالفارسية: شهرستان زهک) هي مقاطعة في محافظة سيستان وبلوشستان في إيران . عاصمة المقاطعة هي زهك . تم فصلها من مقاطعة زابل في عام 2005. في تعداد عام 2006 ، بلغ عدد سكان المقاطعة 70839 نسمة.  المقاطعة لديها مدينة واحدة هي زهك.